# Rapperzell
Rapperzell ist ein Kirchdorf und Ortsteil der Gemeinde Schiltberg im Landkreis Aichach-Friedberg, der zum Regierungsbezirk Schwaben in Bayern gehört.

## Geographie
Rapperzell liegt im Donau-Isar-Hügelland und damit im unterbayerischen Hügelland, das zum Alpenvorland, einer der naturräumlichen Haupteinheiten Deutschlands, gehört.
Rapperzell liegt circa zweieinhalb Kilometer westnordwestlich von Schiltberg.
Durch Rapperzell fließt der westöstlich verlaufende Rapperzeller Bach, der südwestlich von Rapperzell entspringt, nach Osten durch Rapperzell fließt und nördlich von Schiltberg als linker Zufluss in die Weilach mündet.
Rapperzell liegt an der nordwestlich-südöstlich verlaufenden Kreisstraße AIC 7 von Kühbach nach Schiltberg.

## Geschichte

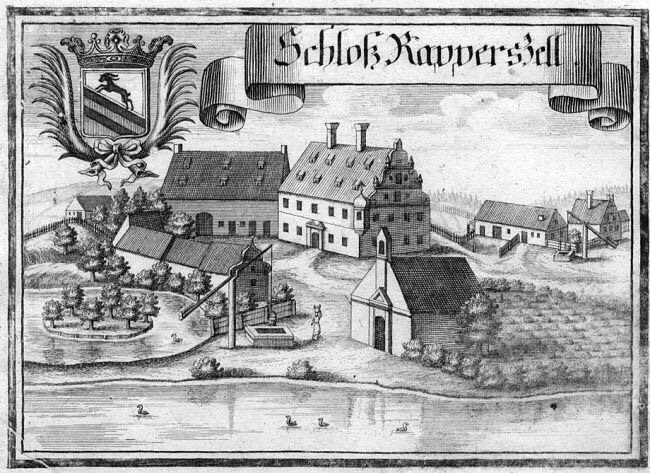
Das ursprüngliche Aussehen des Schlosses Rapperzell auf einem Kupferstich von Michael Wening um 1700

Die katholische Filiale Sankt Markus in Rapperzell gehört zur Pfarrei Sankt Maria Magdalena in Schiltberg.
Im östlichen Teil befindet sich das von 1690 bis 1698 unter dem Hofmarksherrn Dominikus Carl von Widmann erbaute und von 1838 bis 1862 im Besitz von Herzog Max in Bayern befindliche ehemalige Hofmarksschloss Schloss Rapperzell der ehemaligen Hofmark Rapperzell.
Bis zum 1. Juli 1972 gehörte Rapperzell als selbstständige Gemeinde zum oberbayerischen Landkreis Aichach, kam dann im Zuge der Gebietsreform in Bayern in den neugegründeten schwäbischen Landkreis Aichach-Friedberg und wurde am selben Tag in die Gemeinde Schiltberg eingemeindet.

## Baudenkmäler
Siehe: Liste der Baudenkmäler in Rapperzell

## Bodendenkmäler
Siehe: Liste der Bodendenkmäler in Schiltberg